# John Cunliffe
John Cunliffe   (Colne, 16 de juny de 1933 - Ilkley, 20 de setembre de 2018) va ser un escriptor de llibres infantils anglès, creador dels personatges de Pat, el carter i Rosie and Jim, entre d'altres.